# Hiltrup
Hiltrup ist ein Stadtteil der kreisfreien Stadt Münster in Westfalen und mit etwa 26.000 Einwohnern der größte Ort außerhalb der Stadtmitte. Die ehemals eigenständige Gemeinde wurde im Zuge der Kommunalreform am 1. Januar 1975 nach Münster eingemeindet. Hiltrup ist seitdem Sitz des gleichnamigen Stadtbezirks, der auch die ehemalige Nachbargemeinde Amelsbüren und den Stadtteil Berg Fidel umfasst.

## Lage/Ortsbild

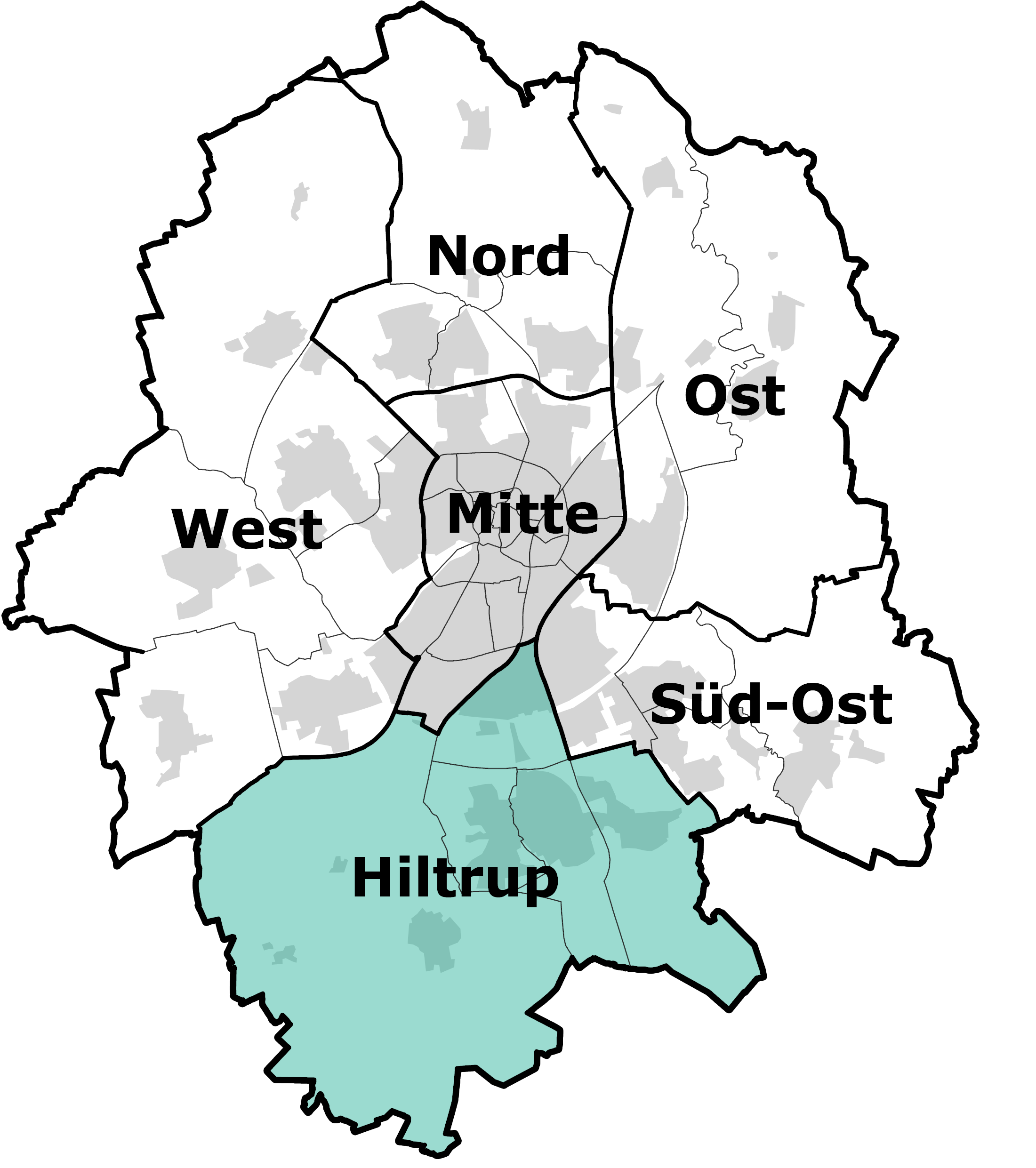
Lage des Bezirks Hiltrup innerhalb der Stadt Münster

Hiltrup liegt etwa 6,5 Kilometer südlich der Innenstadt Münsters. Es grenzt (im Uhrzeigersinn, beginnend im Südwesten) an Amelsbüren, Vennheide, Gremmendorf, Angelmodde (alle zu Münster), Albersloh (zur Stadt Sendenhorst) und Rinkerode (zur Stadt Drensteinfurt).
Geprägt wird das Ortsbild durch den Dortmund-Ems-Kanal, dem Naherholungsgebiet Hohe Ward sowie den Industrieanlagen der Firma BASF Coatings (früher Glasurit) und des 2002 stillgelegten Rockwool-Werkes (bis 1985 Basalan-Isolierwolle GmbH), dessen hoher Kamin noch heute besteht. Die Marktallee gilt als zentrale Einkaufsstraße mit zahlreichen Einzelhändlern und Gastronomen. Da in Hiltrup viele berufstätige Pendler wohnen, die täglich mit dem Auto an- und abreisen, und der Ort durch die B 54 und die Straßenverbindungen nach Amelsbüren, Wolbeck und Angelmodde eine zentrale Lage für den Durchgangsverkehr hat, gibt es hier zu Stoßzeiten auf einigen Straßen hohes Verkehrsaufkommen. Um den bebauten Innenbereich Hiltrups herum finden sich zahlreiche landwirtschaftlich genutzte Flächen sowie weiträumige Waldgebiete.
Hiltrup lässt sich in die Ortsteile Hiltrup West (westlich der Westfalenstraße/B54 bis Amelsbüren), Hiltrup Mitte (bei Einheimischen als ‚Dorf‘ benannt) zwischen Westfalenstraße und Dortmund-Ems-Kanal sowie Hiltrup Ost (vom Dortmund-Ems-Kanal bis zum Albersloher Weg) sowie Hiltrup Nord gliedern. Der südwestliche Bereich von Hiltrup-Ost wird wegen des dort verlaufenden Baches auch als Emmerbachtal bezeichnet.

## Geschichte
Erste Siedlungsspuren in Hiltrup lassen sich bis in die Zeit um Christi Geburt zurückverfolgen. Zu dieser Zeit lebte im Münsterland der germanische Stamm der Brukterer. Hiervon zeugen Pfostenspuren und eine auf der Kanalinsel des Dortmund-Ems-Kanals im Süden des Stadtteils gefundene Herdstelle.

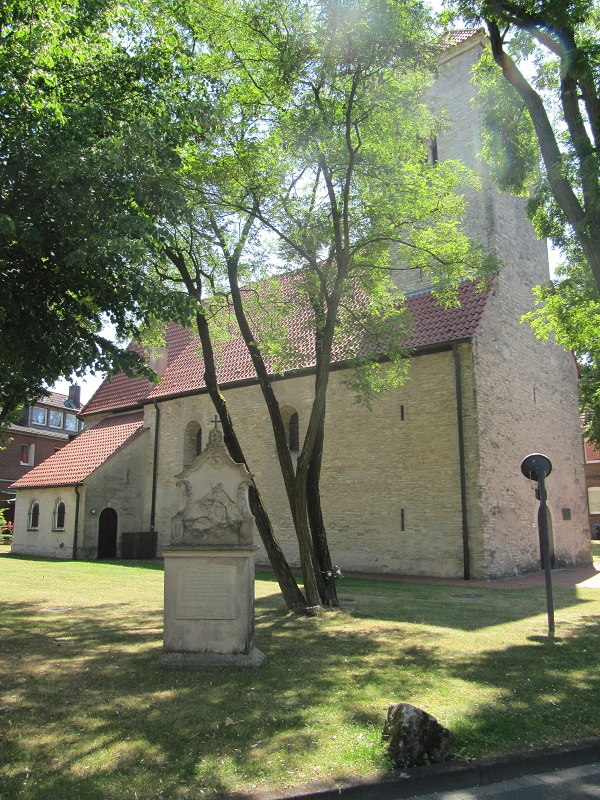
Die alte St.-Clemens-Kirche von 1160

Eine erste Siedlung entstand aber erst im Jahr 1160 mit dem Bau der romanischen Kirche St. Clemens an der heutigen Westfalenstraße. Für das Jahr 1233 ist der Name Hiltrup erstmals urkundlich belegt.
Die erste Schule in Hiltrup wurde im Jahr 1733 eröffnet, eine Mädchenschule folgte 1890. Anschluss an die Eisenbahn erhielt der Ort im Jahr 1848, als die Münster-Hammer Eisenbahn-Gesellschaft den Bau der Bahnstrecke Münster–Hamm fertigstellte. Die Eröffnung wurde am 26. Mai an der Bahnstation „Diecke Wief“ („Dickes Weib“), benannt nach der nahegelegenen Gaststätte „Dicke Wieve“, gefeiert. Zum 1. August 1868 wurde die Bahnstation verlegt und der neue Bahnhof Hiltrup eröffnet.
Die erste Freiwillige Feuerwehr erhielt Hiltrup 1892 mit der Gründung der Freiwilligen Feuerwehr Hiltrup. Im Jahr 1894 gründete Pater Hubert Linckens vom Heiligsten Herzen Jesu ein Missionskloster am Roten Berg, das am 8. Dezember 1897 eingeweiht wurde. Ein entsprechender Frauenorden wurde am 25. März 1900 gegründet; die „Missionsschwestern vom Heiligsten Herzen Jesu von Hiltrup“ gründeten im Jahr 1950 das Herz-Jesu-Krankenhaus.

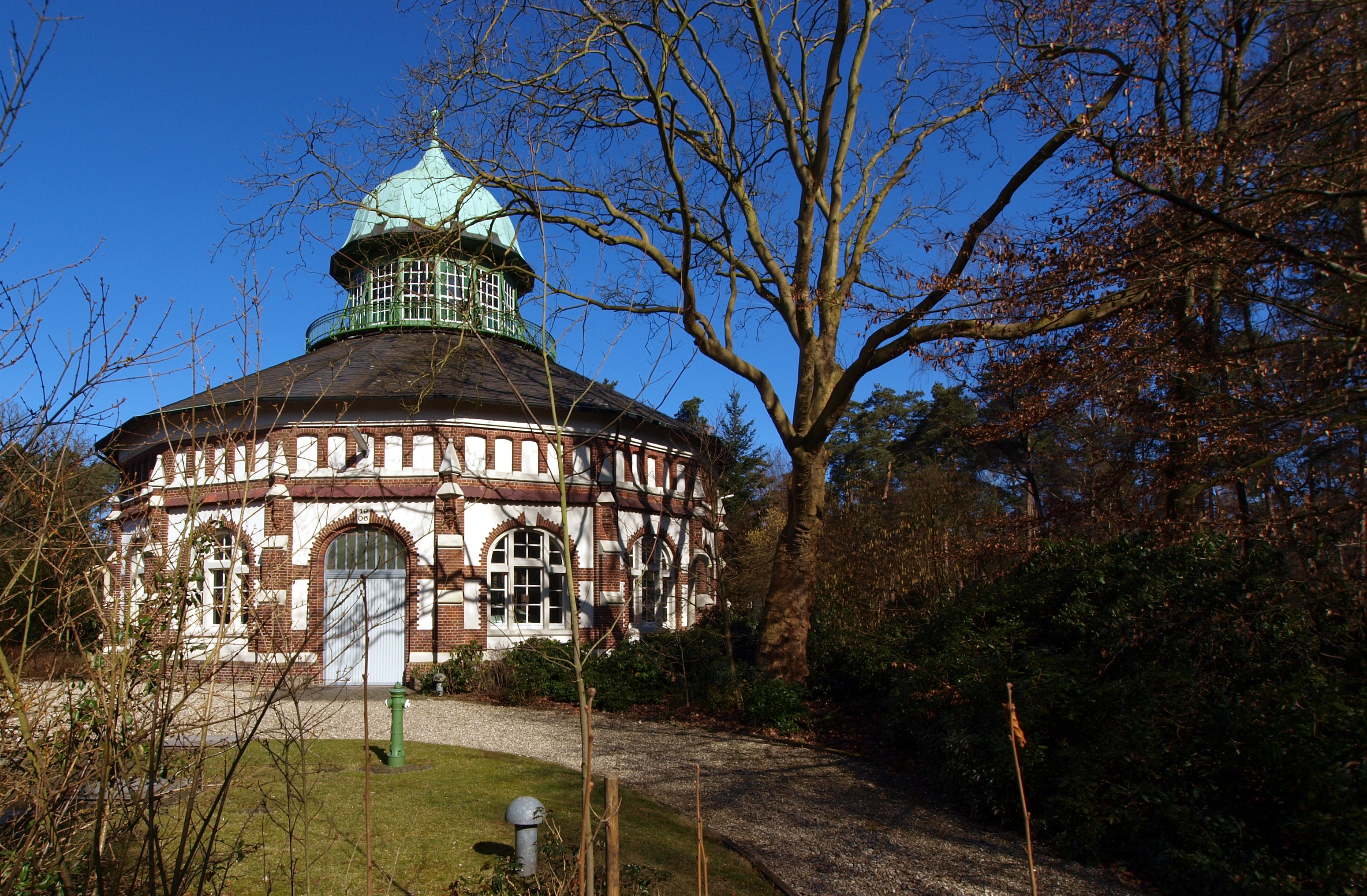
Wasserwerk Hohe Ward

Am 11. August 1899 erhielt Hiltrup mit der Eröffnung des Dortmund-Ems-Kanals einen weiteren Verkehrsanschluss. Vier Jahre später errichtete Max Winkelmann in Hiltrup eine Zweigstelle von Glasurit, die später zum Hauptsitz und nach dem Verkauf an BASF im Jahr 1975 sowie der Umbenennung in BASF Coatings zu einem der bedeutendsten Lackhersteller der Welt wurde. Zu den weiteren wichtigen vor dem Ersten Weltkriege errichteten Bauwerken zählen das Wasserwerk Hohe Ward im Jahr 1905 und die 1913 geweihte große Clemenskirche an der heutigen Marktallee. Als Folge des weiteren Ausbaus der Eisenbahn und des dafür benötigten Sands zum Aufschütten der Bahndämme entstand im Süden von Hiltrup der nach seinem ersten Pächter benannte Steiner See, heute ein Naherholungsgebiet unter dem Namen Hiltruper See.
Die erste bedeutende Unternehmensgründung nach Ende des Ersten Weltkrieges war die Gründung des Hiltruper Kalksandsteinwerkes durch Leo Schencking im Jahr 1928. In dessen Villa sollte im Jahr 1948 der zwei Jahre zuvor gegründete Landwirtschaftsverlag Münster einziehen. Ein weiterer wichtiger Bau war die Errichtung der ersten evangelischen Kirche an der Hohen Geest im Jahr 1932.
Nach dem Ende des Zweiten Weltkriegs wurde im Juli 1945 die Polizei-Führungsakademie eröffnet, z. T. untergebracht in einem Mitte der 1930er Jahre errichteten Quartier einer Einheit motorisierter Landgendarmerie. Aufgrund eines Beschlusses des nordrhein-westfälischen Landtages arbeitet die ehemalige Polizei-Führungsakademie seit dem 1. März 2006 unter geändertem Statut unter der Bezeichnung Deutsche Hochschule der Polizei, womit Hiltrup mittlerweile über eine eigene Hochschule verfügt.
1956 wurde die katholische Kirche St. Marien eingeweiht. 1970 wurde mit der Christuskirche an der Hülsebrockstraße die zweite evangelische Kirche in Hiltrup eingeweiht. Zwei Jahre später erfolgte die Einsegnung des „Waldfriedhofs Hohe Ward“.
Im Jahr 1965 bekam Hiltrup sein offizielles Wappen verliehen: einen roten Anker und ein rotes Sonnenrad auf gelbem Hintergrund. In den 1970er Jahren begann im Jahr 1974 die Städtepartnerschaft mit Beaugency in Frankreich, zum anderen verlor Hiltrup am 1. Januar 1975 im Zuge der Gebietsreform in Nordrhein-Westfalen seine Selbständigkeit und wurde in die Stadt Münster eingemeindet.
Im Jahr 1980 wurde die Hiltruper Stadthalle fertiggestellt. Sie ist neben der Halle Münsterland ein Veranstaltungsort für größere Veranstaltungen in Münster. Vier Jahre später erfolgte zum 1. September 1984 die Eröffnung des Hiltruper Museums in der alten Dampfmühle. Mit dem Ausbau des Dortmund-Ems-Kanals zur Jahrtausendwende war auch der Neubau der Kanalbrücken notwendig. Vor diesem Hintergrund wurde im Jahr 2001 die zu diesem Zeitpunkt weltgrößte Stabbogeneisenbahnbrücke für die Bahnstrecke Münster–Hamm eingeschwommen.
Im Jahr 2002 wurden die Rockwool-Werke, einer der wichtigsten Arbeitgeber in Hiltrup, geschlossen. Die letzte Schicht endete am 12. Juni 2002. 2003 erfolgte die Eröffnung des Bait ul-Mo’min, der ersten Moschee Münsters.

## Statistik
Strukturdaten der Bevölkerung im Stadtteil Hiltrup am 31. Dezember 2020:

### Hiltrup-Mitte
- Bevölkerungsanteil der unter 20-Jährigen: 15,2 % (Münsteraner Durchschnitt: 17,4 %)[3]
- Bevölkerungsanteil der mindestens 60-Jährigen: 32,4 % (Münsteraner Durchschnitt 23,5 %)[4]
- Ausländeranteil: 10,1 % (Münsteraner Durchschnitt: 10,9 %)[5]

### Hiltrup-West
- Bevölkerungsanteil der unter 20-Jährigen: 21,2 % (Münsteraner Durchschnitt: 17,4 %)[6]
- Bevölkerungsanteil der mindestens 60-Jährigen: 27,1 % (Münsteraner Durchschnitt 23,5 %)[7]
- Ausländeranteil: 10,2 % (Münsteraner Durchschnitt: 10,9 %)[8]

### Hiltrup-Ost
- Bevölkerungsanteil der unter 20-Jährigen: 16,9 % (Münsteraner Durchschnitt: 17,4 %)[9]
- Bevölkerungsanteil der mindestens 60-Jährigen: 35,7 % (Münsteraner Durchschnitt 23,5 %)[10]
- Ausländeranteil: 5,1 % (Münsteraner Durchschnitt: 10,9 %)[11]

| Bevölkerungsentwicklung ¹ Volkszählungsergebnis |               |  |      |               |  |      |               |  |      |               |
| Jahr                                            | Einwohnerzahl |  | Jahr | Einwohnerzahl |  | Jahr | Einwohnerzahl |  | Jahr | Einwohnerzahl |
| 1160                                            | 80            |  | 1895 | 1.013         |  | 1961 | 10.137        |  | 2004 | 25.592        |
| 1517                                            | 100           |  | 1905 | 1.447         |  | 1970 | 14.052        |  | 2006 | 25.402        |
| 1668                                            | 193           |  | 1912 | 2.010         |  | 1974 | 15.536        |  | 2012 | 25.534        |
| 1750                                            | 535           |  | 1925 | 2.861         |  | 1997 | 24.604        |  | 2015 | 25.623        |
| 1865                                            | 665           |  | 1950 | 7.348         |  | 2000 | 25.428        |  | 2017 | 25.869        |

## Wappen
Blasonierung: „In Gold (Gelb) ein schrägliegender roter Anker, im linken Obereck ein rotes Sonnenrad mit silbernen (weißen) Speichen.“
Das vom Innenminister des Landes Nordrhein-Westfalen 1965 verliehene Wappen zeigt neben dem Anker mit doppelter Bedeutung – als Attribut des Papstes Klemens, des Patrons der Ortskirche, und als Sinnbild für den Kanalhafen am Dortmund-Ems-Kanal, das Sonnenrad als redendes Symbol, bezogen auf den Namen des mittelalterlichen Adelsgeschlechts Sonnborn, welches in Hiltrup großen Einfluss hatte. Die Farben entstammen dem Wappen des Hochstiftes Münster.

## Wirtschaft und Infrastruktur

### Verkehr

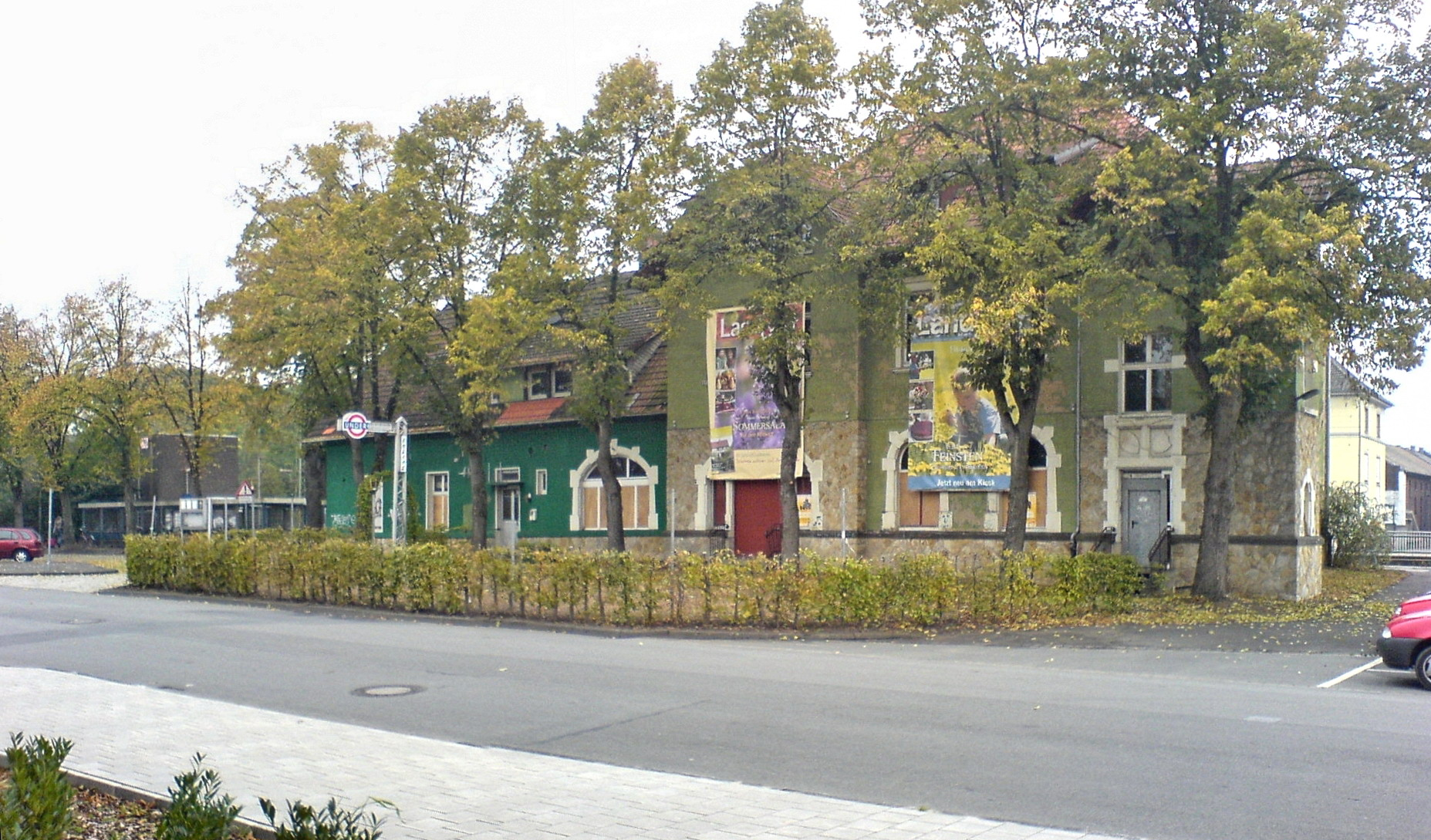
Bahnhof Münster-Hiltrup im Jahr 2007 vor der Modernisierung

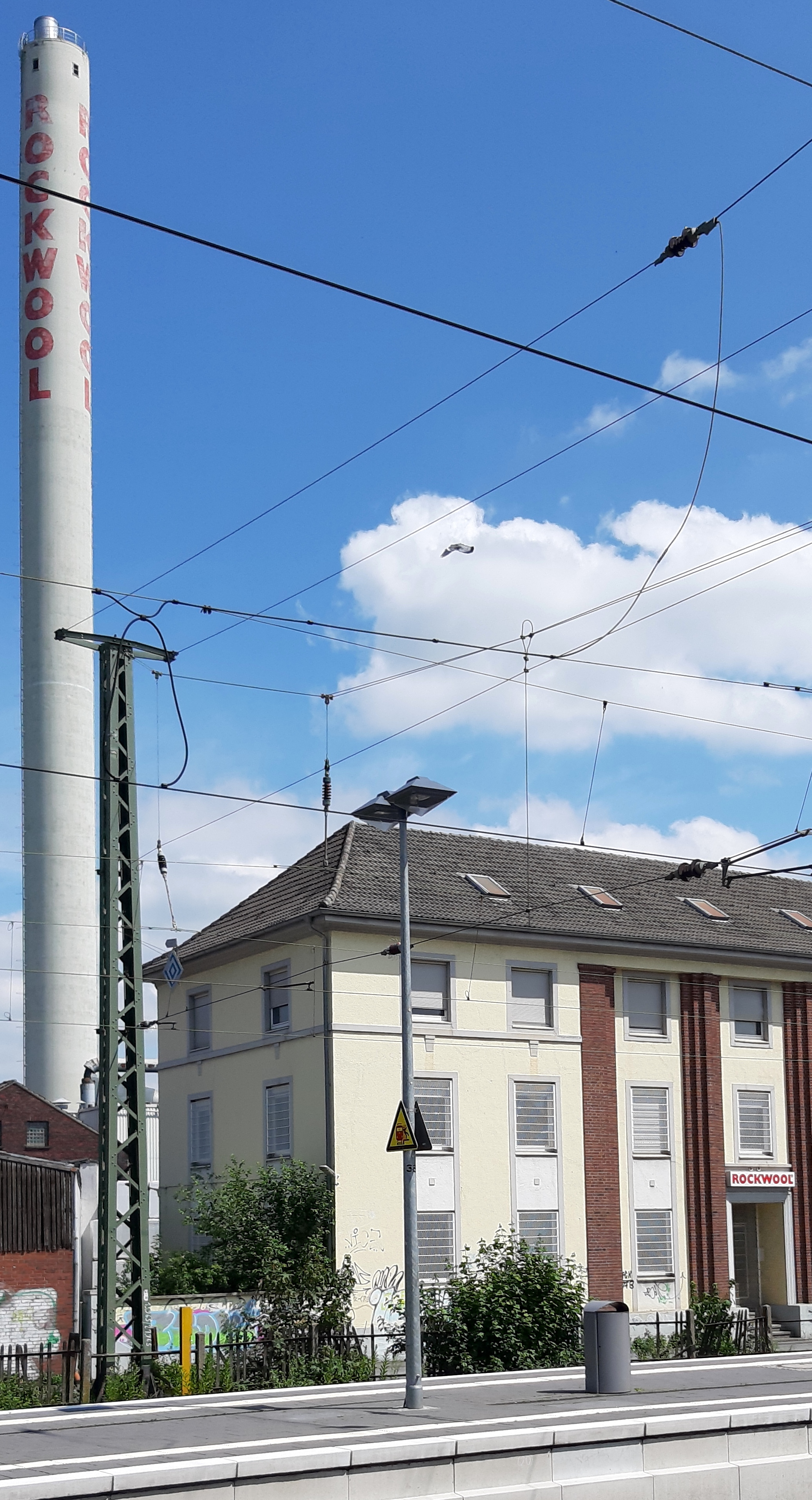
Rockwool-Schornstein am Bahnhof Münster-Hiltrup

Hiltrup wird von der Bundesstraße 54 durchquert und ist über die Autobahnanschlussstelle Münster-Hiltrup an die A 1 angeschlossen. Der Bahnhof Münster-Hiltrup liegt an der Bahnstrecke Münster–Hamm der
DB InfraGO AG. Der Güterbahnhof ist stillgelegt, nachdem die BASF ihre Transporte nunmehr auf der Straße durchführt. Der Ort liegt am Dortmund-Ems-Kanal mit der alten Fahrt. In Hiltrup-Ost befindet sich direkt am Kanal ein offizieller Start-/Landeplatz für Heißluftballons. Hiltrup ist mit vier Stadtbus- (Linien 1, 5, 6, & 9), zwei Nachtbus- (Linien N81 & N82), einer Kleinbus- (Linie 18) und zwei Regionalbuslinien (Linien 341 & 342) an Münster und das Umland angebunden.

### Ansässige Unternehmen
Größtes Unternehmen und mit ca. 2.300 Beschäftigten größter Arbeitgeber vor Ort ist die BASF Coatings GmbH, ein Hersteller von Lacken. Das Unternehmen ist in Hiltrup unter dem heutigen Handelsnamen Glasurit bekannt. Unter diesem Namen firmierte es vor der Übernahme durch die BASF im Jahr 1965.
Hiltrup ist außerdem Sitz des Landwirtschaftsverlags Münster, der die bundesweit bekannte Zeitschrift Landlust verlegt.

### Öffentliche Einrichtungen

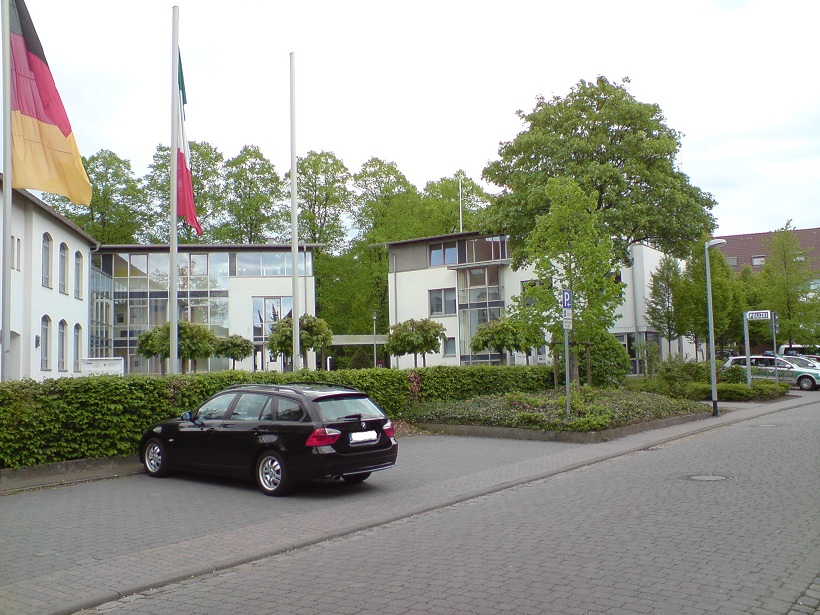
Bezirksverwaltung Hiltrup

In Hiltrup befindet sich das Herz-Jesu-Krankenhaus. Die Trägerschaft des Krankenhauses übernahm am 15. November 2017 die St. Franziskus-Stiftung Münster.

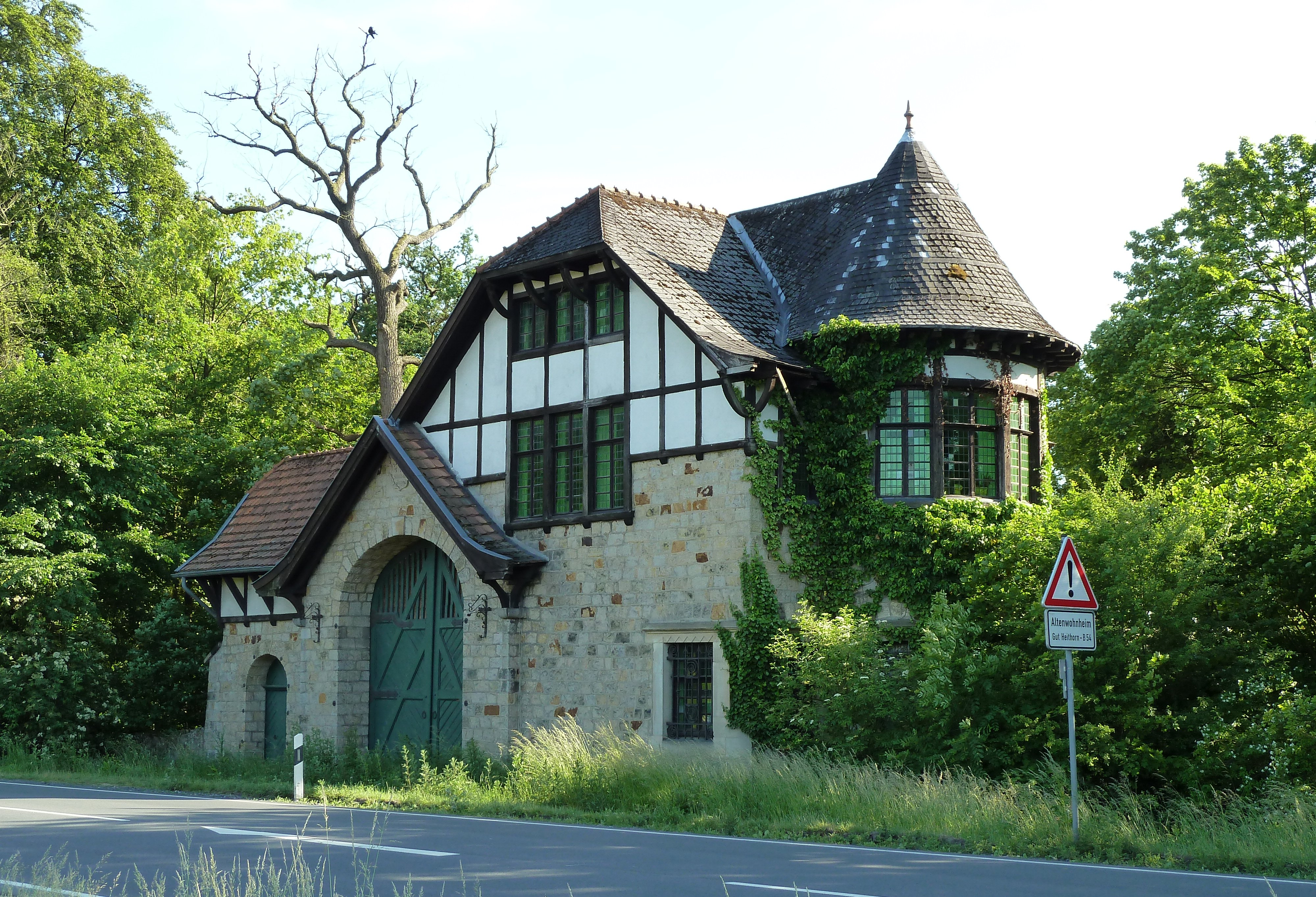
Das Torhaus von Haus Heidhorn

Westlich an der Westfalenstraße (Bundesstraße 54) kurz vor der Grenze zum Kreis Warendorf liegt das ehemalige Gut Haus Heidhorn, das seit mindestens dem 13. Jahrhundert besteht. In heutiger Zeit sind hier ein Altenheim der Alexianer und die NABU-Naturschutzstation Münsterland beheimatet.
Mit dem Bau der Stadthalle Hiltrup wurde kurz vor der Eingemeindung nach Münster 1975 begonnen; sie ist mit rund 75.000 Besuchern pro Jahr ein bedeutender Veranstaltungssaal im Stadtgebiet. Weiterhin verfügt Hiltrup über eine Stadtteilbücherei, einen Info-Punkt sowie eine Polizeidienststelle und ein Feuerwehrhaus.
In Hiltrup gibt es ein Hallenbad und ein Freibad. Im Zuge der Umstrukturierung der Bäderlandschaft Münsters wurde das Hiltruper Freibad 2008 modernisiert und zu einem schwerpunktmäßig freizeitorientierten Bad umgebaut.
In Hiltrup Mitte befindet sich an der Patronatsstraße die Bezirksverwaltung Hiltrup als Außenstelle des städtischen Amtes für Bürger- und Ratsservice mit Jobcenter und dem Sozialamt. Benachbart befindet sich die in den 1990er Jahren neu gebaute Polizeiwache Hiltrup, die als Teil der Polizei Münster das südliche Stadtgebiet bedient.

### Bildung

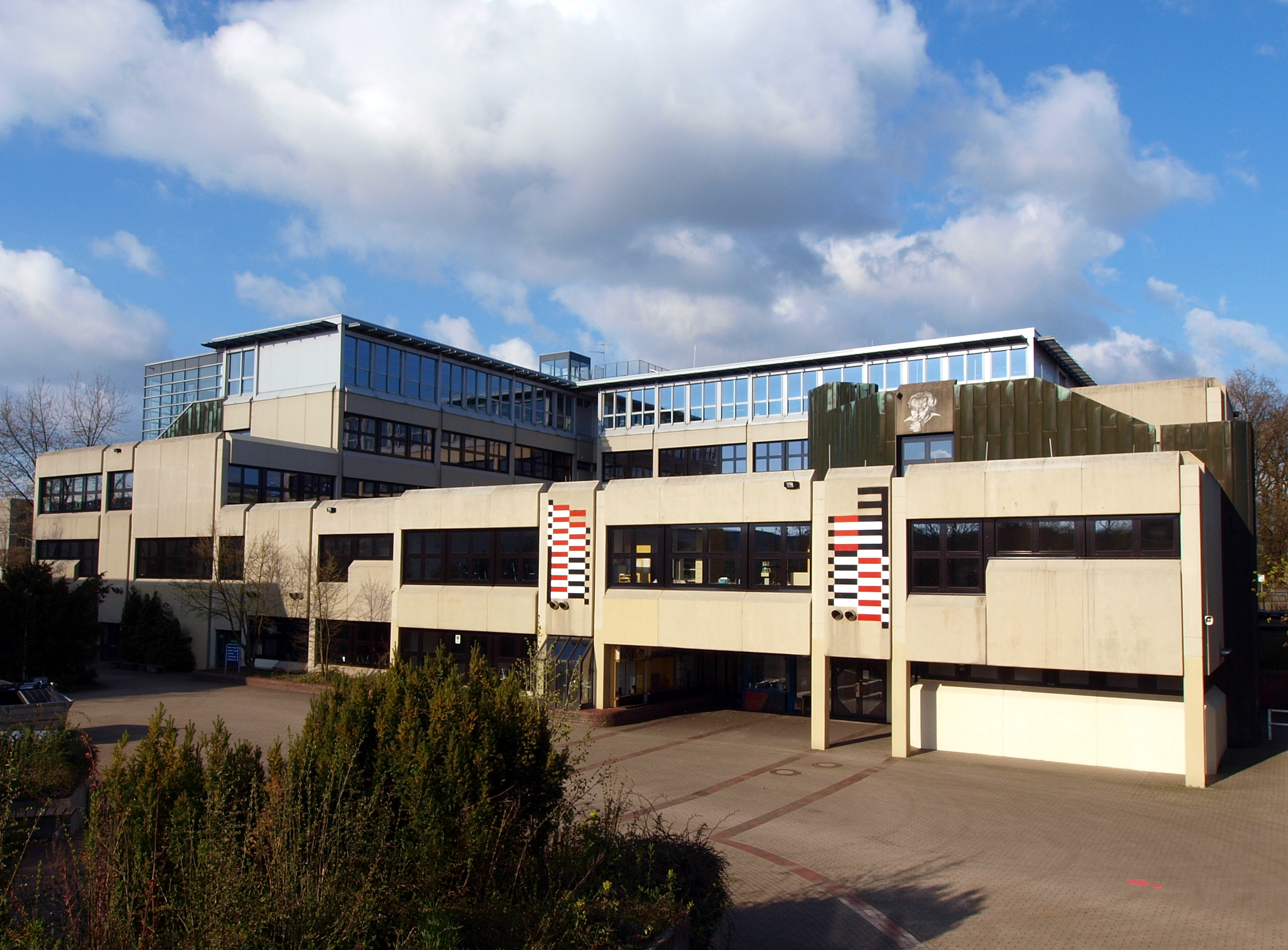
Immanuel-Kant-Gymnasium

In Hiltrup befinden sich zwei Gymnasien, jeweils eine Real-, Haupt- und Förderschule und vier Grundschulen. Das Einzugsgebiet des städtischen Immanuel-Kant-Gymnasiums und des bischöflichen Kardinal-von-Galen-Gymnasiums umfasst neben dem südlichen Teil Münsters auch die angrenzenden Gemeinden, insbesondere Drensteinfurt. Insgesamt besuchen circa 4500 Schüler die Hiltruper Schulen.
Bundesweite Bedeutung hat die Deutsche Hochschule der Polizei, an der die Führungskräfte der Polizei ausgebildet werden, wodurch Hiltrup Standort einer wissenschaftlichen Hochschule wurde. Die Westfälische Schule für Musik, die Musikschule der Stadt Münster, bietet Veranstaltungen vor Ort an. Die Zentralschule für Gesundheitsberufe St. Hildegard GbR ist im Herz-Jesu-Krankenhaus untergebracht.

## Religion

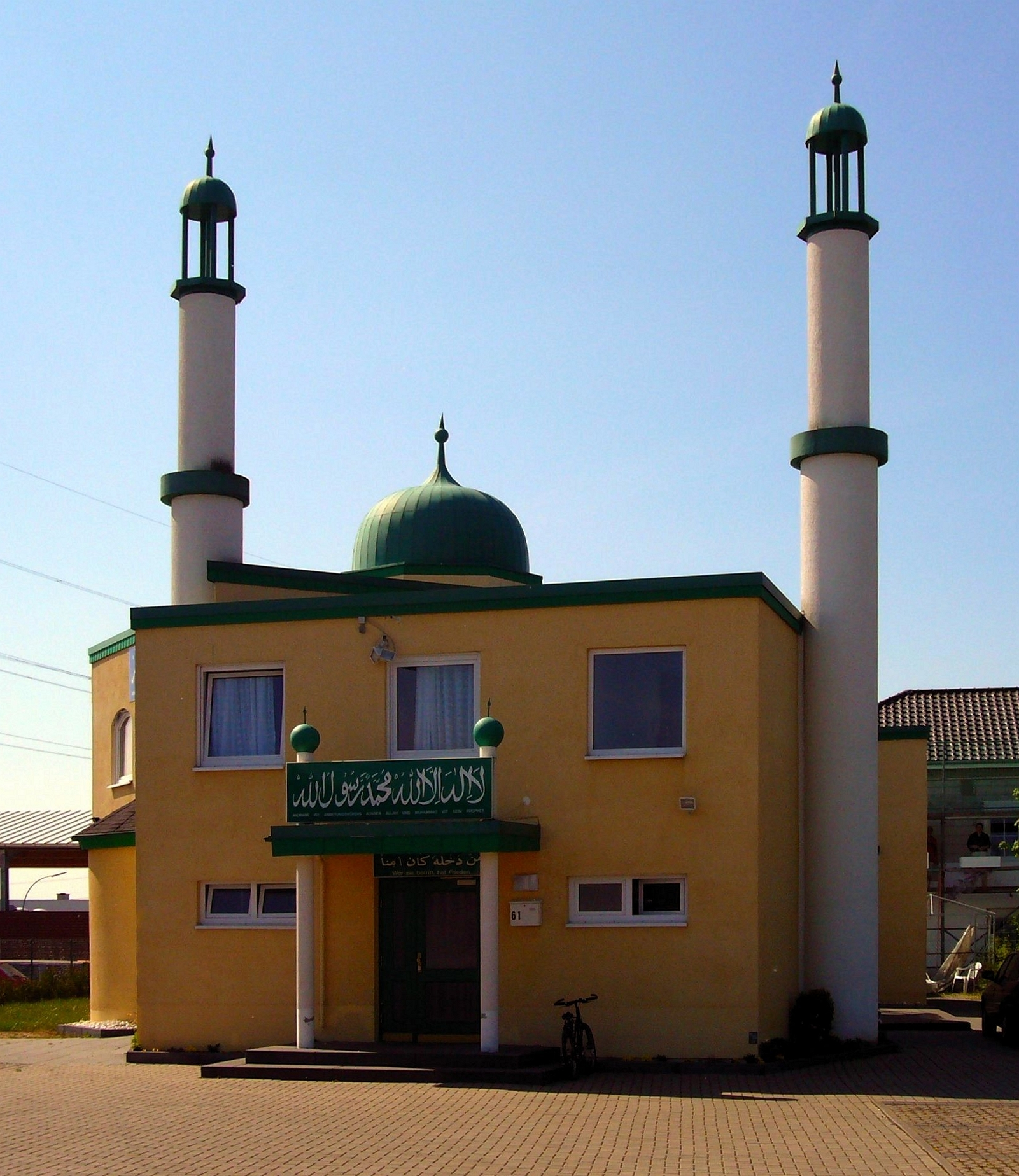
Bait ul-Momin, Moschee in der Hansestraße

Wie im übrigen Stadtgebiet Münsters bekennt sich die Mehrheit der Hiltruper zum römisch-katholischen Glauben. Es existieren zwei katholische Gemeinden, St. Clemens in Hiltrup-Mitte und St. Marien in Hiltrup-Ost, die zusammen mit St. Sebastian Amelsbüren eine Seelsorgegemeinschaft bilden. Neben der sich an der Marktallee/Hohen Geest befindlichen Pfarrkirche St. Clemens besteht noch immer die Alte Clemenskirche von 1160, in der auch noch Gottesdienste stattfinden.
An der Hülsebrockstraße befindet sich die Christuskirche der evangelischen Christusgemeinde, die zusammen mit der evangelischen Gemeinde in Amelsbüren (Kreuz-Christi-Gemeinde) einen Kirchenbezirk bildet. Bemerkenswert ist, dass vor der Christuskirche ein gebrauchter Glockenturm steht, der aus Kostengründen von einer anderen Kirchengemeinde mittels Spendengeldern abgekauft wurde. Der komplette Glockenturm wurde im 100 km entfernten sauerländischen Werdohl abgebaut, nach Hiltrup transportiert und dort im September 2006 geweiht.
Zudem existiert an der Bockhorststraße ein Kirchengebäude der neuapostolischen Gemeinde. In Hiltrup befindet sich außerdem das Gemeinschaftszentrum der Evangelischen Landeskirchlichen Gemeinschaft Münster. Die ortsansässigen Altkatholiken gehören zur Gemeinde Münster und haben in Hiltrup kein eigenes Gebäude.
2003 wurde das Bait ul-Momin („Haus Gottes“) der Ahmadiyya Muslim Jamaat als erster Moscheeneubau in Münster eröffnet. Vor diesem Gebäude fand im Jahr 2012 eine Demonstration rechtsgerichteter Kreise statt, die Moschee musste von einem starken Polizeiaufgebot geschützt werden.

## Kultur
In Hiltrup sind  Gruppen im Bereich Folklore, Musik, Handwerk und Kreativität aktiv. Neben diesen zumeist vereinsbezogenen Aktivitäten hatte sich im Jahr 2002 die unabhängige Gruppe „Kulturinitiative Hiltrup“ gebildet, die bis zu ihrer Auflösung im Januar 2009 mehrfach im Jahr vollständig ehrenamtlich ungewöhnliche Aktivitäten (Motto „unerwARTet“) im und für den Stadtteil organisierte. Weitere Gruppen – oftmals mit gewerblichem Background – organisieren in unterschiedlichem Abstand und Umfang weitere Aktionen für die Öffentlichkeit. Der lokale Wirtschaftsverbund Hiltrup etablierte seine Veranstaltungen im Veranstaltungskalender (Frühlingsfest mit Ortskern-Sperrung, Radrennen „Rund um die Marktallee“, Lichterfest etc.).
In der Stadthalle Hiltrup finden kulturelle Veranstaltungen statt.
Im ehemaligen Hiltruper Feuerwehrhaus befindet sich heute das Hiltruper Museum. Das Museum stellt in wechselnden Schwerpunkten die Geschichte Hiltrups, seiner Vereine und Institutionen dar und ist offen für kulturelle Veranstaltungen und Vorträge.
Die Kunsthalle Schnake sowie diverse Galerien und Ateliers decken von gewerblicher Seite das Angebot an Kunst und Kultur ab.
Seit August 2014 steht das Bahnhofsgebäude Hiltrup als Kulturbahnhof Hiltrup den Bürgern zur Verfügung. Die Stadtteiloffensive Hiltrup e. V. hat aus dem alten Bahnhofsgebäude neuen Raum für Kultur, Ausstellungen und Feierlichkeiten in Hiltrup geschaffen.
In Hiltrup existieren zahlreiche Sportvereine, Gemeindejugenden und die Pfadfinderverbände der DPSG (Rochus Spiecker) und des VCP (Stamm David).
Für Jugendlichen gibt es drei Jugendzentren (37 Grad, Ev. Jugendzentrum und Jugendheim St. Clemens).

## Stadtbezirk
Der Stadtbezirk Münster-Hiltrup liegt im Süden der Stadt Münster und grenzt an die Bezirke West, Mitte sowie Süd-Ost. Er umfasst die Fläche von 69,86 km² bei einer Bevölkerung von 37.399 Einwohnern (Stand 31. Dezember 2011). Zum Stadtbezirk Hiltrup gehören neben Hiltrup-Ost, Hiltrup-Mitte und Hiltrup-West auch noch die Wohnbereiche (Stadtteile) Amelsbüren und Berg Fidel/Vennheide.

## Stadtteile von Münster-Hiltrup (9)
- 91 Berg Fidel
- 95 Hiltrup-Ost
- 96 Hiltrup-Mitte
- 97 Hiltrup-West
- 98 Amelsbüren

## Politik
Die Bezirksvertretung Münster-Hiltrup umfasst in der aktuellen Legislaturperiode seit der Kommunalwahl 2020 19 Mitglieder, die sich auf die einzelnen Parteien folgendermaßen verteilen:
- CDU: 8
- SPD: 4
- GRÜNE: 4
- FDP: 1
- DIE LINKE.: 1
- AfD: 1

Der Bezirksbürgermeister ist aktuell Wilfried Stein (GRÜNE).

## Jugendrat
Der Bezirk Hiltrup stellt aktuell fünf der 30 Mitglieder des Jugendrats der Stadt Münster.

## Persönlichkeiten
- Helma Sjuts (1919–2008), Ballonfahrerin, Realschuldirektorin und Kommunalpolitikerin
- Josef Winkelmann (1896–1928), Missionar und Märtyrer
- Otto Jägersberg (* 1942), deutscher Schriftsteller und Filmemacher